# SS Central America
La Central America era una nave a vapore con propulsione a pale. Affondò durante un uragano nel settembre 1857 nell'oceano Atlantico. Nel naufragio perirono 425 passeggeri ed andarono perdute 21 tonnellate d'oro cosa che contribuì a scatenare il panico finanziario del 1857.

## Storia
La nave, varata il 28 ottobre 1852 con il nome di SS George Law, era di proprietà della United States Mail Steamship Company. Salpò per la prima volta il 20 ottobre 1853. Cinque anni più tardi fu ribattezzata Central America.
Il 3 settembre 1857, con 477 passeggeri e 101 membri dell'equipaggio, la Central America salpò dal porto panamense di Colón alla volta di New York. La nave era molto carica di circa 14-20 tonnellate d'oro. Oro che dopo essere stato estratto dalle miniere californiane, era stato trasformato in monete e lingotti a San Francisco dopodiché era stato trasportato via nave a Panama. Qui era stato poi trasbordato su una diligenza e trasferito a Colón. La Central America era solita trasportare questo genere di carichi: si stima che dal 1853 abbia trasportato un terzo dell'oro scoperto in California durante questo periodo.
Dopo uno scalo all'Avana, la nave riprese la rotta verso il porto di New York. Il 9 settembre, la Central America s'imbatté in un uragano di categoria 2 al largo della costa della Carolina del Sud. L'11 settembre, venti di oltre 165 km/h e onde enormi hanno strappato le vele della nave che successivamente iniziò ad imbarcare acqua. A peggiorare la situazione vi furono anche il danneggiamento delle caldaie e ad una delle due ruote a pale.
Con le caldaie ormai fuori uso la nave rimase in balia dei venti e per di più al buio più completo. I passeggeri e l'equipaggio sventolarono la bandiera del Central America a testa in giù (un segnale di soccorso universale all'epoca) nel tentativo, fallito, di attirare l'attenzione di una qualche imbarcazione che transitasse nei paraggi.
Per tutta la notte, i passeggeri e l'equipaggio formarono una catena con dei secchi per raccogliere l'acqua. Quando l'occhio del ciclone raggiunse la Central America i passeggeri cercarono invano di riavviare la caldaia. Sul punto di affondare, senza propulsione, la nave fu spazzata via dalla tempesta mentre i venti continuavano ad imperversare. Il mattino seguente, la Central America fu avvistata da due navi, tra cui il brigantino Marine. 153 persone, soprattutto donne e bambini, furono fatti evacuare su delle scialuppe. Tuttavia, poiché la nave si trovava in una zona di forti venti, il mare grosso allontanò la nave, sulla quale ancora si trovava la maggior parte dei passeggeri, lontano dai soccorritori. Verso le 20:00 la Central America colò a picco. Un veliero norvegese, l'Ellen, salvò circa 50 naufraghi. Altri tre furono trovati una settimana dopo in una scialuppa di salvataggio. In tutto perirono nel disastro 425 vittime.

## Ritrovamento
Nel 1988 un ingegnere dell'Ohio, Thomas Thompson, dopo essere riuscito a farsi finanziare da un gruppo di investitori riuscì ad individuare il relitto a circa 2000 metri di profondità applicando la teoria di ricerca bayesiana.